# Edgard Allix
Edgard Allix (ur. 16 grudnia 1874 w Versailles, zm. 22 czerwca 1938 w Paryżu) – francuski prawnik, założyciel Międzynarodowego Instytutu Finansów Publicznych. Autor wielokrotnie wznawianego podręcznika Traité élémentaire de science des finances et de législation financière française (Wstęp do nauki finansów i prawodawstwa finansowego we Francji, 1907).

## Życiorys
Edgard Allix był profesorem prawa, posiadał w tej dziedzinie agregację (otrzymaną w 1901 r.). Zajmował następujące stanowiska: profesor na uniwersytecie w Dijon (1901), Caen (1902-1912), następnie na w Paryżu (katedra Législation française des finances et science financière), rektor paryskiej katedry prawa (Faculté de droit de Paris, 1933), doradca Paula Doumera (1921-1929). Był prezydentem Międzynarodowego Instytutu Finansów Publicznych (Institut international des finances publiques). W 1935 roku został wybrany do Akademii nauk moralnych i politycznych (Académie des sciences morales et politiques), stał się także oficerem Legii Honorowej.

## Publikacje
- L'Oeuvre économique de Karl Marlo, 1898.
- Traité élémentaire de science des finances et de législation financière française, Paris, A. Rousseau, 1907.
- Les Impôts français. L'Impôt sur le revenu. Impôts cédulaires et Impôt général. Traité théorique et pratique (drugi autor: Marcel Lecerclé), Paris, A. Rousseau, 1926.
- L'Impôt sur le revenu. Impôts cédulaires et Impôt général. Les Nouvelles dispositions législatives. Commentaire des lois du 4 décembre 1925, du 4 avril et du 29 avril 1926. Complément au traité théorique et pratique (drugi autor: Marcel Lecerclé), 1926.
- La Taxe sur le chiffre d'affaires. Traité théorique et pratique  (drugi autor: Marcel Lecerclé), 1927.
- Guide complet du contribuable. Impôts directs. Chiffre affaires. Bénéfices commerciaux. Enregistrement, etc,  (drugi autor: Marcel Lecerclé), 1928